# François Kalist
François Michel Pierre Kalist (* 30. Oktober 1958 in Bourges, Département Cher, Frankreich) ist ein französischer Geistlicher und römisch-katholischer Erzbischof von Clermont.

## Leben
François Kalist studierte am Institut Catholique de Paris und am Priesterseminar in Carmes. Seine Studien schloss er mit dem Lizenziat in biblischer Theologie ab und empfing am 21. Dezember 1986 die Priesterweihe für das Erzbistum Bourges.
Nach kurzer Kaplanstätigkeit ging er als Lehrer und Ausbilder an das Priesterseminar von Orléans, wo er auch als Subregens tätig war. 1991 nahm er ein weiterführendes Studium am Institut Catholique de Paris auf, wo er zum Dr. theol. promoviert wurde. 1999 kehrte er in sein Heimatbistum zurück und wurde Pfarrer. Ab 2001 war er Verantwortlicher für Ausbildungsfragen, ab 2002 Bischofsvikar für die Erwachsenenbildung und ab 2004 beigeordneter Beauftragter für Ökumenefragen.
Papst Benedikt XVI. ernannte ihn am 25. März 2009 zum Bischof von Limoges. Die Bischofsweihe spendete ihm der Erzbischof von Poitiers, Albert Rouet, am 17. Mai desselben Jahres; Mitkonsekratoren waren Armand Maillard, Erzbischof von Bourges, und Christophe Dufour, Koadjutorerzbischof von Aix. Als Wahlspruch wählte er Que tous soient un.
Papst Franziskus ernannte ihn am 20. September 2016 zum Erzbischof von Clermont. Die Amtseinführung fand am 27. November desselben Jahres statt.